# 경찰관 (1970년 영화)
《경찰관》(Ha-Shoter Azulai, The Policeman)은 이스라엘에서 제작된 엡레임 키숀 감독의 1970년 영화이다. 샤익 오피어 등이 주연으로 출연하였고 엡레임 키숀 등이 제작에 참여하였다.

## 출연

### 주연
- 샤익 오피어
- 자하리라 하리파이

### 조연
- 요세프 실로아흐
- 가비 엠라니